# Light Yagami
Light Yagami  (夜神月 Yagami Raito) é o personagem principal e anti-herói do anime/mangá Death Note.
Light é o melhor estudante do país, e ele está entediado com a vida que leva, até que um Shinigami (Deus da morte, no folclore japonês), Ryuk,  deixa cair seu Death Note, ("Caderno da Morte" em inglês), um caderno sobrenatural que tem o poder de matar qualquer pessoa na qual seu nome seja escrito nele, desde que o portador do caderno visualize o rosto da pessoa enquanto o-escreve, no mundo humano. Então Light Yagami vê no Death Note uma forma de mudar o mundo, e fazer justiça.

## História
Light Yagami é um jovem e brilhante estudante japonês nascido em 28 de fevereiro de 1986 (1989 no anime), muito inteligente e com extremo poder dedutivo, mas ao mesmo tempo entediado e também frustrado com a injustiça e o tipo de rumo que a sociedade está tomando, até o momento em que ele encontra um Death Note (caderno da morte) de um shinigami chamado Ryuk, um caderno com o poder de matar pessoas que tem seus nomes escritos nele. Light então passa a provocar mortes de criminosos ao redor do mundo que não são devidamente punidos. Usando o Death Note, Light planeja criar um novo mundo livre do mal, de injustiças e de crimes onde ele seria um deus.
L, um renomado investigador conhecido por seu alto QI e alta habilidade de dedução assim como Light, instala câmeras na casa de Soichiro Yagami e resolve vigiar sua família e do delegado por suspeitar que um de seus membros seja Kira. L, então, examinou cuidadosamente cada movimento de sua família, principalmente de Light. Mais tarde, Light torna-se universitário e L se revela a Light, se passando como um de seus alunos. Então, Kira se encontra em uma encruzilhada, nunca tinha pensado que L se revelaria tão abertamente. Apesar do choque, Light se mantém calmo para não ser descoberto.
L convida Light para participar da equipe de investigação, assim podendo controlar suas ações de perto. Deixou claro várias vezes que desconfiava de Light, e este então, sugeriu sua prisão, para assim, ser livre de suspeitas. Em mais um plano louco, Light abre mão de Death Note para, assim que saísse, finalmente estivesse completamente livre das suspeitas de L. Após 50 dias de prisão, ao finalmente pegar o Kira (que, até então, possuía o Death Note após a desistência de Light) e finalmente encostar novamente no Death Note, suas memórias retornam e assume novamente sua identidade de Kira.
Mais tarde, a morte de L. Lawliet foi notificada a dois órfãos do Wammy's House (Orfanato fundado por Watari), Nate River e Mihael Keehl, mais conhecidos como Near e Mello (Ou N e M), e é sugerido que Near e Mello, como os únicos sucessores de L unissem forças para ajudar na captura de Kira. Mello discorda imediatamente com a proposta, tendo em mente sua rivalidade com Near e decide capturar Kira sozinho.
Near se torna líder da SPK (Special Provision for Kira - Força-Tarefa de Combate a Kira), e revela a Light (que, naquele momento se passava por L) que já estava a parte da morte de L, e que desconfia que Light seja Kira. Light, então, prevê que não será fácil passar pela autoridade de Near e resolve acabar com a SPK.
Depois de um tempo, Light vai até o encontro de Near e lá descobrem que Light Yagami é Kira após seu plano que involvia Teru Mikami escrever os nomes de todos os que estavam no local através de seus Olhos de Shinigami falhar, assim que, sem saída, ele tenta escrever o nome de Near no pedaço do Death Note escondido em seu relógio, mas no momento que Light está prestes a escrever o nome, Matsuda atira nele. Light, após tomar mais tiros de Matsuda, foge para um depósito abandonado. Onde falece após ter seu nome escrito no Death Note, por Ryuk

## Filmes
- Foi interpretado por Tatsuya Fujiwara no filme de 2006, o ator também repetiu o papel na continuação e no filme de 2016.
- Tatsuya também participou como Light do filme solo do L em 2008.
- Foi interpretado por Nat Wolff no filme em live-action americano produzido pela Netflix. Ao contrário de sua versão original, esta versão apresenta cabelos tingidos de loiro e não possui o mesmo intelecto genial e psicopatia. Além de seu sobrenome ter mudado de Yagami para Turner.

## Televisão
- No dorama de mesmo nome feito em 2015, Light é interpretado pelo ator Masataka Kubota, também diferente da versão original, essa versão usa roupas mais casuais (diferente do mangá e anime, onde Light costumava usar vestimentas mais formais, como camisa social e gravata, por exemplo), também não possui a sociopatia característica de Light nas obras originais, além de também ser inseguro, entretanto possui a mesma inteligência e genialidade.
- Também, no dorama, diferente das obras originais, Ryuk (o shinigami que jogou o seu Death Note na terra) ao invés de apenas jogar o seu Death Note no mundo humano por estar entediado e Light o-acha por acidente, Ryuk deliberadamente joga o caderno para que Light o-pegue para descobrir o que um humano é capaz de fazer com um Death Note e assim ter entretenimento.